# سی‌اف‌ام اینترنشنال لیپ
سی‌اف‌ام اینترنشنال لیپ (به انگلیسی: CFM International LEAP) یک موتور جت توربوفن است که توسط شرکت سی‌اف‌ام اینترنشنال با مشارکت ۵۰-۵۰ شرکت جنرال الکتریک اروسپیس ایالات متحده و شرکت موتورهای هواگرد سافران از فرانسه تولید شده‌است. این موتور در حقیقت توسعه‌یافتهٔ موتور موفق سی‌اف‌ام۵۶ می‌باشد که در رقابت با موتور مشابه شرکت پرت اند ویتنی به‌نام پی‌دابلیو ۱۰۰۰ برای بازار هواپیماهای باریک‌پیکر تولید شد. شرکت سی‌اف‌ام درنظر دارد موتور سی‌اف‌ام ۵۶ را به‌طور کلی با موتور جدید لیپ جایگزین کند. این موتور اکنون بر روی هواپیماهای ایرباس ای۳۲۰نئو و بوئینگ ۷۳۷ مکس استفاده شده‌است و در برنامه تولید هواپیمای کوماک سی ۹۱۹ نیز مدنظر می‌باشد.
موتور جدید لیپ در سه مدل شامل ۱ ای، ۱ بی و ۱ سی به تولید رسیده‌است که به ترتیب برای هواپیماهای ایرباس ای ۳۲۰ نئو، بوئینگ ۷۳۷ مکس و کوماک سی ۹۱۹ درنظر گرفته شده‌است. لیپ در زبان فارسی به معنای جهش می‌باشد.

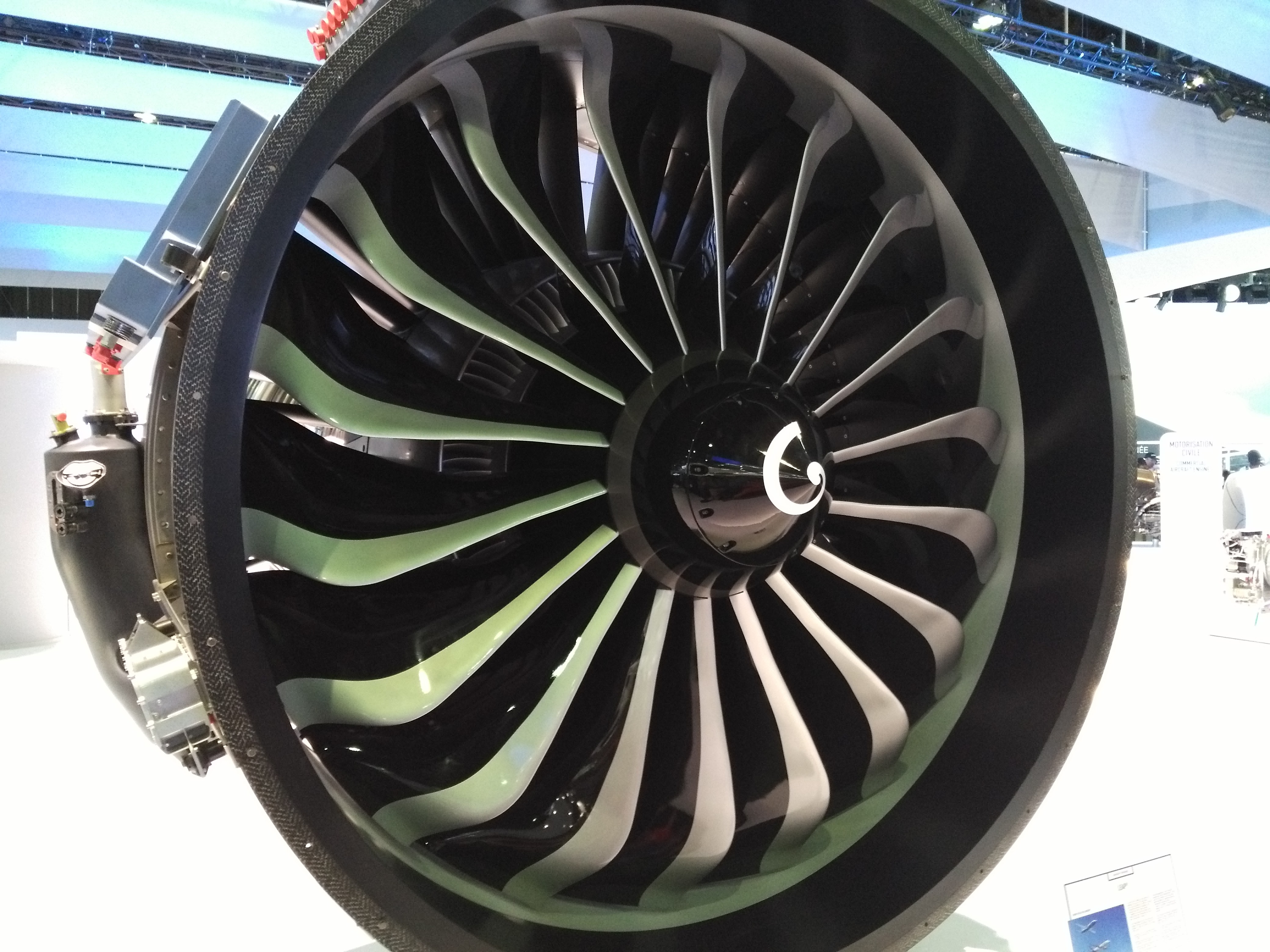
پروانه با ۱۸ تیغه کامپوزیتی

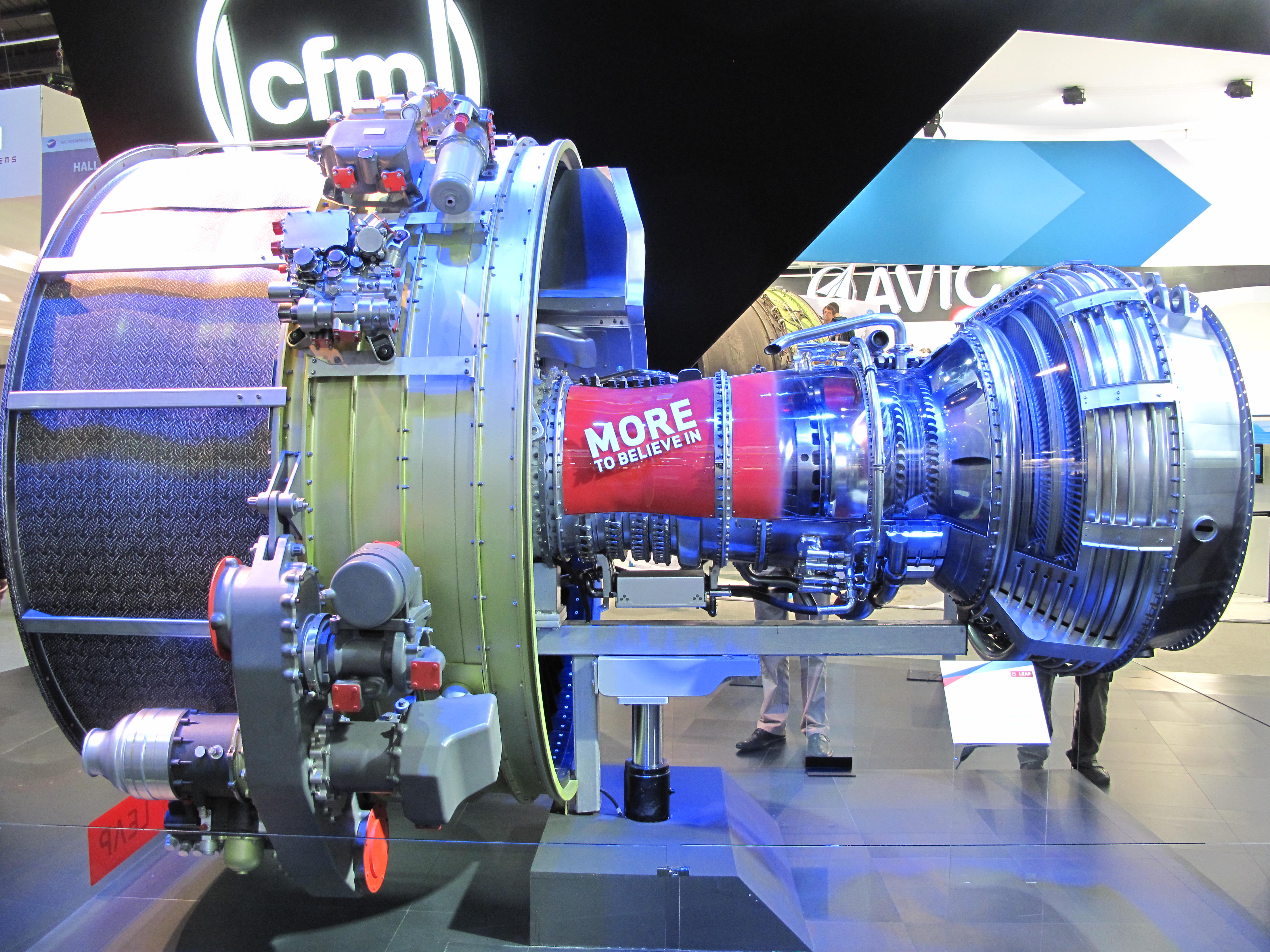
نمای جانبی موتور لیپ

## کاربران
موتور سی‌اف‌ام اینترنشنال لیپ در سه مدل مختلف و برای هواپیماهای ایرباس ۳۲۰ نئو، بوئینگ ۷۳۷ مکس و کوماک سی ۹۱۹ طراحی و تولید شده‌است.
| مدل | کاربرد            | دامنه قدرت                                      | ورود به خدمت          |
| --- | ----------------- | ----------------------------------------------- | --------------------- |
| 1A  | ایرباس ای ۳۲۰ نئو | ۲۴٬۵۰۰–۳۵٬۰۰۰ پوند-نیرو (۱۰۹–۱۵۶ کیلونیوتن)     | ۲ آگوست ۲۰۱۶          |
| 1B  | بوئینگ ۷۳۷ مکس    | ۲۳٬۰۰۰–۲۸٬۰۰۰ پوند-نیرو (۱۰۰–۱۲۰ کیلونیوتن)     | ۲۲ می ۲۰۱۷            |
| 1C  | کوماک سی ۹۱۹      | ۲۷٬۹۸۰–۳۰٬۰۰۰ پوند-نیرو (۱۲۴٫۵–۱۳۳٫۴ کیلونیوتن) | ۲۰۱۸ (برنامه‌ریزی شده) |

## مشخصات فنی
مشخصات انواع موتورهای خانواده لیپ به شرح جدول زیر است:
| مدل                 | لیپ - ۱ ای | لیپ -۱بی                                         | لیپ-۱سی                                                                               |
| ------------------- | --- | ------------------------------------------------ | ------------------------------------------------------------------------------------- |
| پیکربندی            | موتور توربوفن با شفت دوقلو | موتور توربوفن با شفت دوقلو                       | موتور توربوفن با شفت دوقلو                                                            |
| کمپرسور             | ۱ فن، ۳-مرحله کم فشار، ۲۲:۱ ۱۰-مرحله پر فشار | ۱ فن، ۳-مرحله کم فشار، ۲۲:۱ ۱۰-مرحله پر فشار     | ۱ فن، ۳-مرحله کم فشار، ۲۲:۱ ۱۰-مرحله پر فشار                                          |
| احتراق              | نسل دوم سیستم دوقلو (TAPS II) | نسل دوم سیستم دوقلو (TAPS II)                    | نسل دوم سیستم دوقلو (TAPS II)                                                         |
| توربین              | ۲-مرحله پر فشار، ۷-مرحله کم فشار (-۱بی: ۵-مرحله) | ۲-مرحله پر فشار، ۷-مرحله کم فشار (-۱بی: ۵-مرحله) | ۲-مرحله پر فشار، ۷-مرحله کم فشار (-۱بی: ۵-مرحله)                                      |
| نسبت فشار کلی       | ۴۰:۱ | ۴۰:۱                                             | ۴۰:۱                                                                                  |
| قطر فن              | ۷۸ اینچ (۱۹۸ سانتیمتر) | ۶۹٫۴ اینچ (۱۷۶ سانتیمتر)                         | ۷۸ اینچ (۱۹۸ سانتیمتر)                                                                |
| نسبت هوای کنارگذر   | ۱۱:۱ | ۹:۱                                              | ۱۱:۱                                                                                  |
| طول                 | ۳٫۳۲۸ متر (۱۳۱٫۰ اینچ) | ۳٫۱۴۷ متر (۱۲۳٫۹ اینچ)                           | ۴٫۵۰۵ متر (۱۷۷٫۴ اینچ)                                                                |
| حداکثر پهنا         | ۲٫۵۳۳–۲٫۵۴۳ متر (۹۹٫۷–۱۰۰٫۱ اینچ) | ۲٫۴۲۱ متر (۹۵٫۳ اینچ)                            | ۲٫۶۵۹ متر (۱۰۴٫۷ اینچ)                                                                |
| حداکثر ارتفاع       | ۲٫۳۶۸–۲٫۳۶۲ متر (۹۳٫۲–۹۳٫۰ اینچ) | ۲٫۲۵۶ متر (۸۸٫۸ اینچ)                            | ۲٫۷۱۴ متر (۱۰۶٫۹ اینچ)                                                                |
| وزن                 | ۲٬۹۹۰–۳٬۱۵۳ کیلوگرم (۶٬۵۹۲–۶٬۹۵۱ پوند) (تر) | ۲٬۷۸۰ کیلوگرم (۶٬۱۳۰ پوند) (خشک)                 | ۳٬۹۲۹–۳٬۹۳۵ کیلوگرم (۸٬۶۶۲–۸٬۶۷۵ پوند) (تر)                                           |
| نیروی تیک آف        | -۱A۲۳, 24: ۱۰۶٫۸۰ کیلونیوتن (۲۴٬۰۱۰ پوند-نیرو) -1A26: ۱۲۰٫۶۴ کیلونیوتن (۲۷٬۱۲۰ پوند-نیرو)-1A30, 32, 33, 35: ۱۴۳٫۰۵ کیلونیوتن (۳۲٬۱۶۰ پوند-نیرو)                                        | -۱B28: ۱۳۰٫۴۱ کیلونیوتن (۲۹٬۳۲۰ پوند-نیرو)       | -۱C28: ۱۲۹٫۹۸ کیلونیوتن (۲۹٬۲۲۰ پوند-نیرو) -1C30: ۱۳۷٫۱۴ کیلونیوتن (۳۰٬۸۳۰ پوند-نیرو) |
| حداکثر نیروی پیوسته | -۱A23: ۱۰۴٫۵۸ کیلونیوتن (۲۳٬۵۱۰ پوند-نیرو) -1A24: ۱۰۶٫۷۶ کیلونیوتن (۲۴٬۰۰۰ پوند-نیرو)-1A26: ۱۱۸٫۶۸ کیلونیوتن (۲۶٬۶۸۰ پوند-نیرو) -1A30, 32, 33, 35: ۱۴۰٫۹۶ کیلونیوتن (۳۱٬۶۹۰ پوند-نیرو) | -۱B28: ۱۲۷٫۶۲ کیلونیوتن (۲۸٬۶۹۰ پوند-نیرو)       | -۱C28: ۱۲۷٫۹۳ کیلونیوتن (۲۸٬۷۶۰ پوند-نیرو) -1C30: ۱۳۳٫۲۲ کیلونیوتن (۲۹٬۹۵۰ پوند-نیرو) |
| حداکثر دور          | کم فشار: ۳۸۹۴, پر فشار: ۱۹۳۹۱ | کم فشار: ۴۵۸۶, پر فشار: ۲۰۱۷۱                    | کم فشار: ۳۸۹۴, پر فشار: ۱۹۳۹۱                                                         |